# Philippe Auguste (stanice metra v Paříži)
Philippe Auguste je nepřestupní stanice pařížského metra na lince 2 na hranicích 11. a 20. obvodu v Paříži. Nachází se na křižovatce ulic Boulevard de Charonne, Avenue Philippe Auguste a Boulevard de Ménilmontant.

## Historie
Stanice byla otevřena 31. ledna 1903, když byla linka rozšířena ze stanice Anvers do Bagknolet (dnes Alexandre Dumas).

## Název
Jméno stanice je odvozeno od názvu Avenue Philippe Auguste. Filip II. August (1165–1223) byl francouzský král, který přispěl ke sjednocení Francie, když získal velkou část anglického panství v dnešní severní Francii.

## Vstupy
Stanice má dva vchody:
- Roh Avenue Philippe Auguste a Rue du Mont Louis
- Boulevard de Charonne

## Zajímavosti vokolí
- Hřbitov Père-Lachaise